# ثغره، مادبا
ثغره (به عربی: الثغرة) یک منطقهٔ مسکونی در اردن است که در استان مادبا واقع شده‌است.